# Mario Caroli
Mario Caroli (* 1974) ist ein italienischer Flötist.

## Karriere
Caroli studierte Flöte bei Annamaria Morini. Großen Einfluss auf ihn hatte die Flötistin Manuela Wiesler. 1996 gewann er den Kranichsteiner Musikpreis der Internationalen Ferienkurse für Neue Musik in Darmstadt. Im Folgejahr schloss er sein Philosophiestudium summa cum laude mit einer Arbeit über Nietzsches Der Antichrist ab.
Der virtuose Solist, dessen Repertoire von der klassischen Flötenliteratur bis zu avantgardistischen Werken reicht, trat mit bedeutenden Orchestern wie dem Londoner Philharmonia Orchestra, dem Orchester des WDR in Köln und dem Italienischen Radiosinfonieorchester unter Dirigenten wie Pierre Boulez, Péter Eötvös, Heinz Holliger, Emilio Pomàrico, Kazushi Ōno, Ilan Volkov und Oswald Sallaberger auf und arbeitete u. a. mit den Neuen Vocalisten Stuttgart, Les Percussions de Strasbourg und der Schola Heidelberg zusammen. Zahlreiche moderne Komponisten widmeten ihm Werke: James Dillon, Ivan Fedele, Brian Ferneyhough, Stefano Gervasoni, Toshio Hosokawa, György Kurtág, Betsy Jolas, Bruno Mantovani, Kaija Saariaho, Salvatore Sciarrino, Marco Stroppa und Jōji Yuasa. Sciarrino nannte ihn den Paganini der Flöte, einen Musiker ohne technische Grenzen.
Caroli unterrichtet am Conservatoire National in Straßburg und gibt Meisterklassen u. a. an der Juilliard School of Music in New York, der Sibelius-Akademie in Helsinki und dem Tohe College in Tokio. Ebenso hat er eine Professur an der Hochschule für Musik Freiburg.